# Afrarchaea grimaldii
Afrarchaea grimaldii – wymarły gatunek pająka z rodziny Archaeidae.
Gatunek ten został opisany w 2003 roku przez Davida Penneya na podstawie dwóch zachowanych w bursztynie osobników, w tym dorosłego samca. Okazy pochodzą prawdopodobnie z kredy późnej. Odkryte zostały w miejscowości Tanai, w birmańskim stanie Kaczin. Epitet gatunkowy nadano na cześć Davida Grimaldiego.
Holotypowy samiec ma ciało długości 1,97 mm. Karapaks ma 0,86 mm długości, 0,43 mm szerokości i, w części głowowej, 0,64 mm wysokości. Oczy przednie boczne i tylne boczne są zbliżonych rozmiarów i położone na jednym wzgórku, natomiast oczy przednie środkowe są od tamtych większe. Szczękoczułki silnie przewężone u nasady, zgrubiałe w połowie dosiebnej i stopniowo zwężone ku wierzchołkom. Wymiary sternum wynoszą 0,5 mm długości na 0,16 mm szerokości. Opistosoma ma długość 1,1 mm i pomarszczoną powierzchnię. Nogogłaszczki cechuje duży, zaokrąglony bulbus, zakrzywiona apofiza tegularna i łyżeczkowaty embolus. Odnóża są delikatnie owłosione, pozbawione kolców, na nadstopiach mają po jednym trichobotrium.